# Magyarország földművelés-, ipar- és kereskedelemügyi minisztereinek listája
A Földművelés-, Ipar- és Kereskedelemügyi Minisztérium az első magyar felelős kormány (Batthyány-kormány) által életre hívott minisztérium volt, mely a szabadságharc leverését követően megszűnt. A kiegyezés révén 1867. február 20-án újjáalakult és a mindenkori magyar kormány egyik minisztériuma maradt 1889. június 15-ig, amikor a földművelésügyi, illetve a kereskedelem- és iparügyi feladatokat kettéválasztották egy Földművelésügyi- illetve egy Kereskedelemügyi Minisztériumra. Ezek vezetőihez lásd a fentebbi két listát. (A Kereskedelemügyi Minisztériumba beolvadt a Közmunka és közlekedésügyi Minisztérium is.)

## A minisztérium vezetőinek listája
| Név                            | hivatal kezdete     | hivatal vége        | párt            | megjegyzés                                                            |
| ------------------------------ | ------------------- | ------------------- | --------------- | --------------------------------------------------------------------- |
| Klauzál Gábor                  | 1848. március 23.   | 1848. október 2.    | Ellenzéki Párt  |                                                                       |
| Országos Honvédelmi Bizottmány | 1848. október 2.    | 1849. május 2.      | OHB             | Egy Kossuth Lajos vezette, tárcákat el nem osztó testület irányította |
| Batthyány Kázmér               | 1849. május 2.      | 1849. augusztus 11. | Ellenzéki Párt  | külügyminiszterként, ideiglenesen                                     |
| A bécsi kormány hatáskörében   | 1849. augusztus 11. | 1867. február 20.   | —               |                                                                       |
| Gorove István                  | 1867. február 20.   | 1870. május 23.     | Deák Párt       |                                                                       |
| Szlávy József                  | 1870. május 23.     | 1872. december 5.   | Deák Párt       |                                                                       |
| Zichy József                   | 1872. december 5.   | 1874. március 21.   | Deák Párt       | részben egyidőben közmunka- és közlekedésügyi miniszter is            |
| Bartal György                  | 1874. március 21.   | 1875. március 1.    | Deák Párt       |                                                                       |
| Simonyi Lajos                  | 1875. március 2.    | 1876. augusztus 21. | Szabadelvű Párt |                                                                       |
| Trefort Ágoston                | 1876. augusztus 21. | 1878. december 4.   | Szabadelvű Párt | vallás- és közoktatásügyi miniszterként, ideiglenesen                 |
| Kemény Gábor                   | 1878. december 4.   | 1882. október 12.   | Szabadelvű Párt |                                                                       |
| Széchenyi Pál                  | 1882. október 12.   | 1889. április 8.    | Szabadelvű Párt |                                                                       |
| Szapáry Gyula                  | 1889. április 8.    | 1889. június 15.    | Szabadelvű Párt |                                                                       |